# Neuroendocrinologie
Neuroendocrinologia este ramura biologiei (în special a fiziologiei) care studiază interacțiunea dintre sistemul nervos și sistemul endocrin, mai exact modul în care creierul reglează activitatea hormonală din organism. Sistemele nervos și endocrin acționează adesea împreună într-un proces numit integrare neuroendocrină, pentru a regla procesele fiziologice ale corpului uman. Neuroendocrinologia a apărut din recunoașterea faptului că creierul, în special hipotalamusul, controlează secreția hormonilor glandei pituitare și, ulterior, s-a extins pentru a investiga numeroase interconexiuni ale sistemului endocrin și nervos.
Sistemul endocrin este format din numeroase glande din organism care produc și secretă hormoni cu diverse structuri chimice, inclusiv peptide, steroizi și neuroamine. În mod colectiv, hormonii reglează multe procese fiziologice. Sistemul neuroendocrin este mecanismul prin care hipotalamusul menține homeostazia, reglând reproducerea, metabolismul, comportamentul alimentar, utilizarea energiei, osmolaritatea și tensiunea arterială.